# Het Wijtschot
Het Wijtschot is een natuurgebied in de gemeente Schoten. Het is eigendom van de gemeente Schoten en wordt sinds 2002 beheerd door Natuurpunt. Het gebied is 6,5 ha groot en bestaat uit verschillende delen: het Reebos, een oude zandwinningsput en een oud stort.
In 2006 werd bij de Vlaamse overheid een aanvraag tot erkenning als natuurgebied ingediend. Daarvoor werd een beheersplan opgesteld, waarin de toekomst van het gebied werd vastgelegd. In juni 2007 werd Het Wijtschot erkend als natuurreservaat door de Vlaamse overheid.

## Situering
Het Wijtschot ligt in het zuidoosten van de gemeente waar de Schotenvaart en het Albertkanaal samen komen. In het oosten wordt het gebied begrensd door de Wijtschotbaan die hier met een bareel is afgesloten voor het verkeer. Aan de andere kant van de Wijtschotbaan is het grote domeinbos van Van Havre. Ten zuiden vormt het Klein Schijn de grens, samen met de Brakkenbeek, die in het Schijn loopt, net voor die onder het Albertkanaal duikt. In het noorden is de grens een zomereikendreef, die in het verlengde van de Patappeltorenweg naar het gemeentelijke containerpark toeloopt. In het oosten vinden we een houtverwerkingsbedrijf en de oude stortplaats voor huishoudelijk afval van de gemeente Schoten.
Met al die natuur in de buurt vormt het Wijtschot als "groene stapsteen" een rustplaats voor dieren in migratie.

## Geschiedenis
Op de Ferrariskaart zien we de komgraslanden in de vallei van het Klein Schijn. De naam Wijtschot is dan al terug te vinden op de kaart (Weytschot).
Reeds in de jaren 1950-1960 werd een klein gedeelte gebruikt als stortplaats. Door de zwakke regelgeving werd niet bijgehouden welke materialen hier gestort werden. Vermoed wordt dat er vooral industrieel slib werd gestort. Deze hoge berm ligt in het uiterste zuidoosten van het Wijtschot en is eigendom van het OCMW.
In de jaren 1960 werden verschillende gebieden in de omgeving opgekocht door de gemeente Schoten om er de gemeentelijke stortplaats te bouwen. Oorspronkelijk was heel het gebied tussen de Wijtschotbaan, de Schotenvaart en het Albertkanaal bedoeld als stortplaats. Zover kwam het niet. Slechts een gedeelte werd een stortplaats, in het Reebos werden inerte afvalstoffen opgeslagen en begin jaren 80 werd nog een nieuwe put aangelegd. Toen in 1983 de stortvergunning verliep, had de put geen specifiek doel meer. Tussen 1985 en 1995 werd de put gebruikt als opslagterrein voor de baggerspecie, afkomstig van de werken aan de nieuwe sluis te Wijnegem en van baggerwerken in het Albertkanaal. Als het water weggetrokken was uit de baggerspecie, werd het zand ontgonnen. Vandaar de naam "zandwinningsput". Toen in 1995 de zandontginning werd stopgezet, was niet alle zand terug uitgegraven en kreeg de natuur vrij spel in het gebied.

## Deelgebieden

### Reebos
In 1997 werden hier door de gemeente tijdens een GroenInstuif verschillende soorten inheemse bomen en struiken aangeplant, waaronder Spaanse aak, hazelaar, Gelderse roos en zwarte els. Er werd een bos gecreëerd met drie open ruimtes. De onderbegroeiing kwam vanzelf en bestaat uit verschillende kruidachtige planten, zoals wilde peen en boerenwormkruid; ook het duinriet is er volop te vinden.
Aan de kant van het houtverwerkingsbedrijf werd een aarden wal aangelegd, die werd beplant met brem. Aan de berm van de zandwinningsput is de Japanse duizendknoop, een agressieve exoot, bezig aan een forse uitbreiding.

### Zandwinningsput
In 2002 werd door de gemeente een natuurinrichtingsproject uitgevoerd. Er werd een poel gegraven, met een opstaande wand aan twee zijden. Bedoeling was om hiermee de oeverzwaluw aan te trekken, wat nog niet gelukt is. De oeverzwaluw doet het wel goed in de haven van Antwerpen.
Doordat niet alle zand werd ontgonnen, bleef een kalkrijke schelpenbodem achter. Dit zorgde voor een nogal eenzijdige pioniersbegroeiing in de put: schietwilg, duinriet en klaver doen het zeer goed.
De poel staat niet in verbinding staat met een beek of rivier en het waterniveau wordt gevormd door het grondwaterpeil. In de zomer valt de poel net niet droog, in de winter staat er een grote plas water. Vele kleine waterbeestjes zijn er tussen het riet te vinden: slakjes, waterkevers, larven van libellen, ...
Om te verhinderen dat de poel dichtgroeit, worden ieder jaar het oprukkende riet en de snelgroeiende wilgen gemaaid en afgevoerd.

### Oud stort
Terwijl in de zandwinningsput een nogal eenzijdige vegetatie wordt vastgesteld, is de begroeiing op het oud stort veel verscheidener. De natuur is hier ook al veel langer aan de gang en heeft de pionierbegroeiing vervangen.

## Recreatie
Door de grilligheid van het terrein en de weinige begroeiing werd het gebied vroeger (eind jaren 1990) gebruikt door motocrossers en terreinwagens. De wilgen groeiden snel en maakten een deel ontoegankelijk, maar de overlast bleef. De laatste jaren werden enkele maatregelen genomen om dit soort recreatie te bannen uit het natuurgebied. Stille recreatie werd het doel: wandelaars kunnen hier genieten van de rust en de natuur in het gebied.